# Otwarty Regionalny System Informacji Przestrzennej

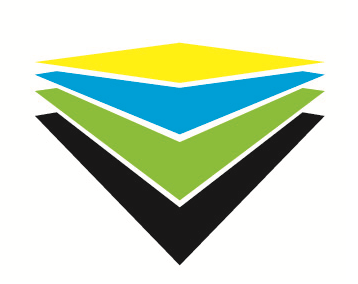
Logo ORSIP

Otwarty Regionalny System Informacji Przestrzennej, ORSIP – Geoportal Województwa Śląskiego – dostępna w Internecie cyfrowa platforma, która powstała dla umożliwienia szybkiego dostępu do interaktywnych map i związanych z nimi usług.
System powstał w ramach projektu pn.: „Budowa Otwartego Regionalnego Systemu Informacji Przestrzennej (ORSIP)", który w imieniu województwa śląskiego zrealizowało Śląskie Centrum Społeczeństwa Informacyjnego.
W dniu 20 kwietnia 2020r. została podjęta Uchwała Nr VI/19/9/2020 Sejmiku Województwa Śląskiego w sprawie likwidacji wojewódzkiej samorządowej jednostki administracyjnej organizacyjnej o nazwie Śląskie Centrum Społeczeństwa Informacyjnego. Na podstawie ww. Uchwały od dnia 1 lipca 2020r. obowiązki i zadania realizowane w ramach prowadzenia Otwartego Regionalnego Systemu Informacji Przestrzennej (ORSIP), a także zadania realizowane m.in. w zakresie projektów partnerskich zostają przejęte przez Wojewódzki Ośrodek Dokumentacji Geodezyjnej i Kartograficznej (WODGiK) w Katowicach.

## Dostęp

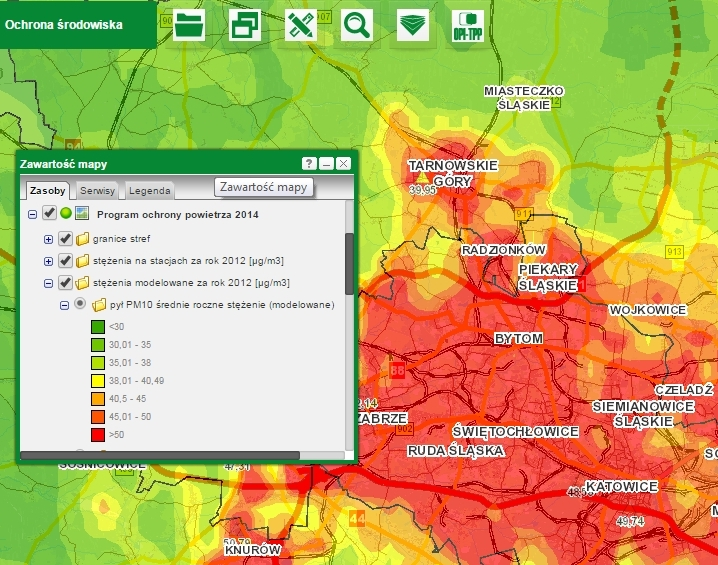
Program ochrony powietrza

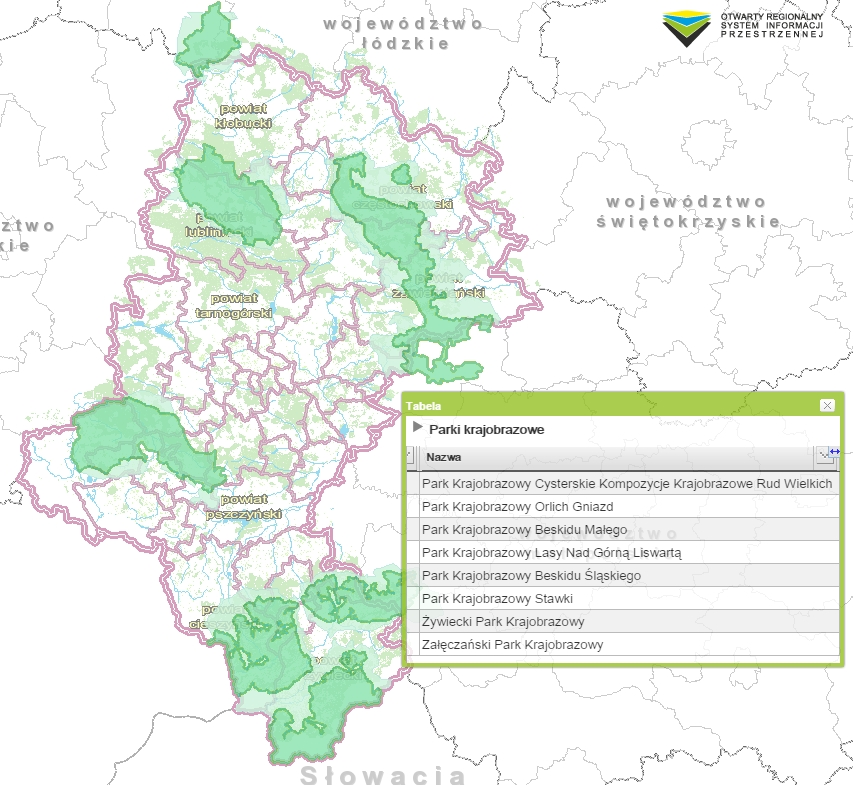
Parki krajobrazowe

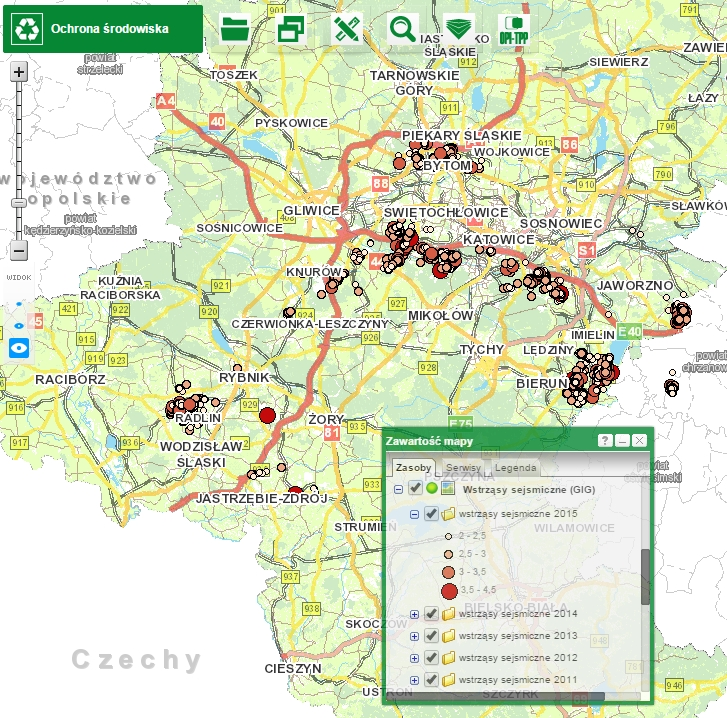
Mapa wstrząsów sejsmicznych

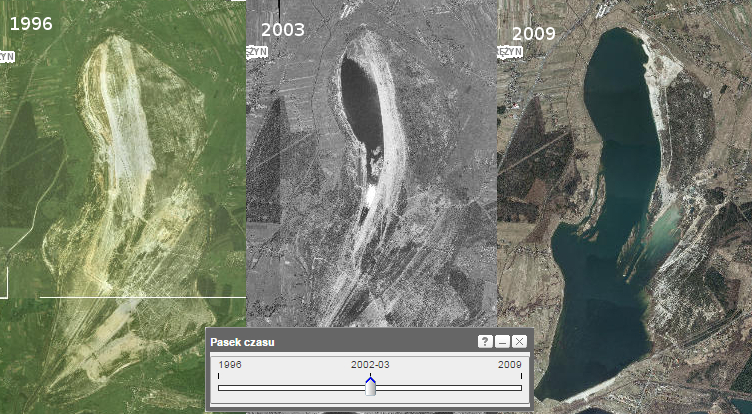
Kuźnica Warężyńska pasek czasu

Dostęp do usług portalu w zakresie przeglądania, wyszukiwania i pobierania jest powszechny i nieodpłatny poprzez stronę internetową. System udostępnia także kilkadziesiąt usług przeglądania WMS.

## Dane
ORSIP gromadzi dane mapowe, dotyczące z wielu dziedzin m.in.:
- mapy topograficzne,
- ortofotomapy (z lat 1996, 2003, 2009, 2013, 2015, 2018),
- granice administracyjne i granice specjalne,
- granice działek (LPIS),
- struktura własności i użytkowania gruntów w gminach,
- obiektów użyteczności publicznej,
- atrakcje turystyczne, Szlak Zabytków Techniki, Szlak Architektury Drewnianej, Szlak Orlich Gniazd,
- korytarze ekologiczne, formy ochrony przyrody (parki krajobrazowe, rezerwaty przyrody, pomniki przyrody, obszary Natura 2000),
- Programy ochrony powietrza, obwody łowieckie, wstrząsy sejsmiczne spowodowane górnictwem,
- wypadków drogowych z udziałem pieszych,
- mapy archiwalne (z lat 1883, 1901, 1926, 1958-61),
- terenów inwestycyjnych i terenów Katowickiej Specjalnej Strefy Ekonomicznej.

Ze względu na dużą ilość danych, zostały one pogrupowane w moduły tematyczne w celu łatwiejszego poruszania się po systemie. 
Podsystemem ORSIP jest OPI-TPP Ogólnodostępna Platforma Informacji "Tereny poprzemysłowe i zdegradowane" - interaktywna regionalna baza danych o terenach poprzemysłowych i zdegradowanych, zbierająca informacja od gmin.
Dane pochodzą z:
1. Urzędu Marszałkowskiego Województwa Śląskiego
2. Wojewódzkiego Ośrodka Dokumentacji Geodezyjnej i Kartograficznej
3. Jednostek organizacyjnych Województwa Śląskiego
4. Archiwum Państwowego w Katowicach
5. Komendy Wojewódzkiej Policji w Katowicach
6. Regionalnej Dyrekcji Ochrony Środowiska w Katowicach
7. Jednostek samorządu terytorialnego
8. OpenStreetMap
9. Innych jednostek

## Funkcjonalności
System ORSIP umożliwia m.in.:
- wyszukiwanie i lokalizowanie obiektów,
- komponowanie map,
- wyświetlanie danych z zewnętrznych źródeł (WMS, WMTS, KML, GPX, SHP)
- drukowanie map,
- zapisywanie map,
- szkicowanie,
- przesyłanie kompozycji mapowych na email,
- mierzenie odległości i powierzchni,
- wykonywanie analiz przestrzennych oraz generowanie raportów i zestawień
- śledzenie zmian w zagospodarowaniu terenu przy pomocy paska czasu.